# Ascensorista

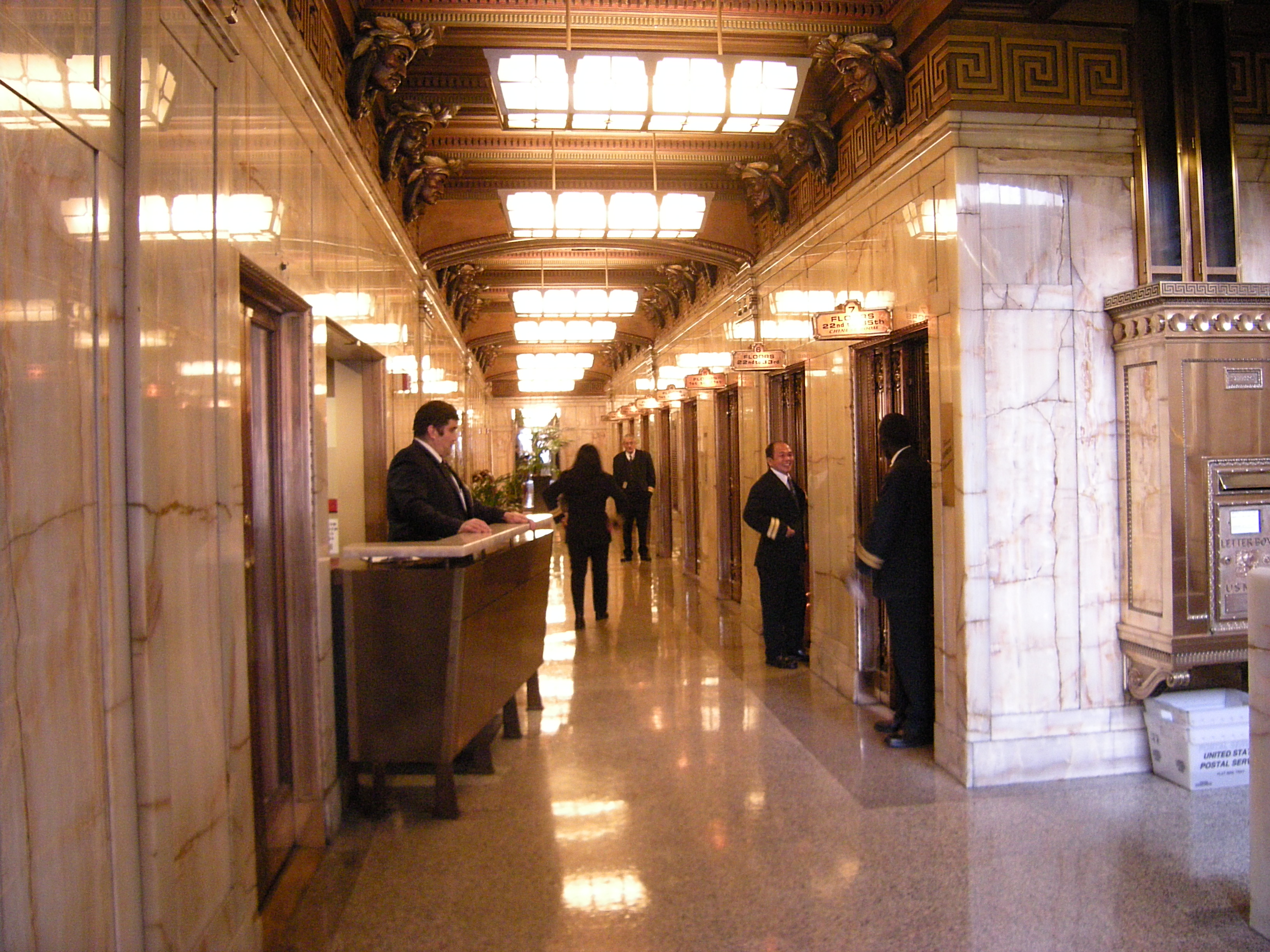
La Smith Tower en Seattle continúa teniendo ascensoristas (2008)

Se llama ascensorista a la persona que tiene por profesión el manejo de un ascensor. 
La profesión de ascensorista fue muy popular en la época en que los ascensores se gestionaban manualmente pero prácticamente se extinguió con la aparición de los ascensores automáticos. 
Las principales funciones del ascensorista consistían en abrir y cerrar las puertas interiores y la puerta de seguridad y pulsar los botones correspondientes a cada piso o accionar la palanca. Los ascensoristas también informaban a los pasajeros sobre la ubicación de las oficinas o los apartamentos de inquilinos a los que se dirigían. Una de las operaciones más delicadas que realizaban los accionistas era el manejo de la palanca de control. La palanca debía ser empujada hacia adelante para hacer bajar el ascensor y movida hacia atrás para hacerlo subir. El ascensorista debía alinear suavemente el suelo del ascensor con el del piso al que se dirigía para lo que necesitaba una gran pericia. En caso contrario, sometía al aparato a bruscos e incómodos movimientos hasta que lo conseguía.
Los ascensoristas atienden a las solicitudes de los pasajeros y anuncian los pisos en que van parando. Otras funciones que compaginan con las anteriores son la distribución del correo, la vigilancia del edificio o el acarreo de maletas de los viajeros. En sus tiempos muertos, pueden ocuparse de la limpieza del aparato. En los grandes almacenes constituyen una buena herramienta de relaciones públicas y en los edificios de oficinas una cara amable que recibe a los trabajadores.
Los ascensoristas eran muy comunes todavía en la década de los años 1950 en Estados Unidos pero fueron desapareciendo en la siguiente con la introducción en los ascensores de las botoneras automáticas. Hoy los ascensoristas perviven en algunos bloques de apartamentos exclusivos, hoteles o edificios de oficinas. En la localidad de Cartagena (España) persiste la figura del ascensorista en el ascensor turístico que ofrece una vista panorámica de la ciudad.
En el cine, algunos personajes han adquirido gran popularidad en su papel de ascensoristas. Tal es el caso de Mario Moreno Cantinflas en Sube y baja (El ascensorista) o Shirley MacLaine en El apartamento. También El Botija, en los sketches de Los Caquitos de la serie Chespirito, trabaja como ascensorista del Hotel Buena Vista, propiedad de Don Cecilio o del Hotel Lucho, cuyo administrador es Don Lucho.